# Rasa di Varese
Rasa di Varese (fino al 1939 Rasa di Velate) è una frazione del comune di Varese. Viene spesso riferita al femminile, come "la Rasa".

## Geografia
Adagiato lungo il corso del fiume Olona, che ha la sua sorgente principale pochi chilometri a nord dell'abitato, il centro abitato di Rasa si trova nell'omonima Val di Rasa, che collega l'Alta Valle Olona alla Valcuvia. Il paese ha, ad ovest, le vette dei monti Legnone e Pizzella, appartenenti al massiccio del Campo dei Fiori, e a nord-est quella del Chiusarella. Tutto il territorio della frazione è tutelato dal Parco Regionale Campo dei Fiori.

## Monumenti e luoghi d'interesse

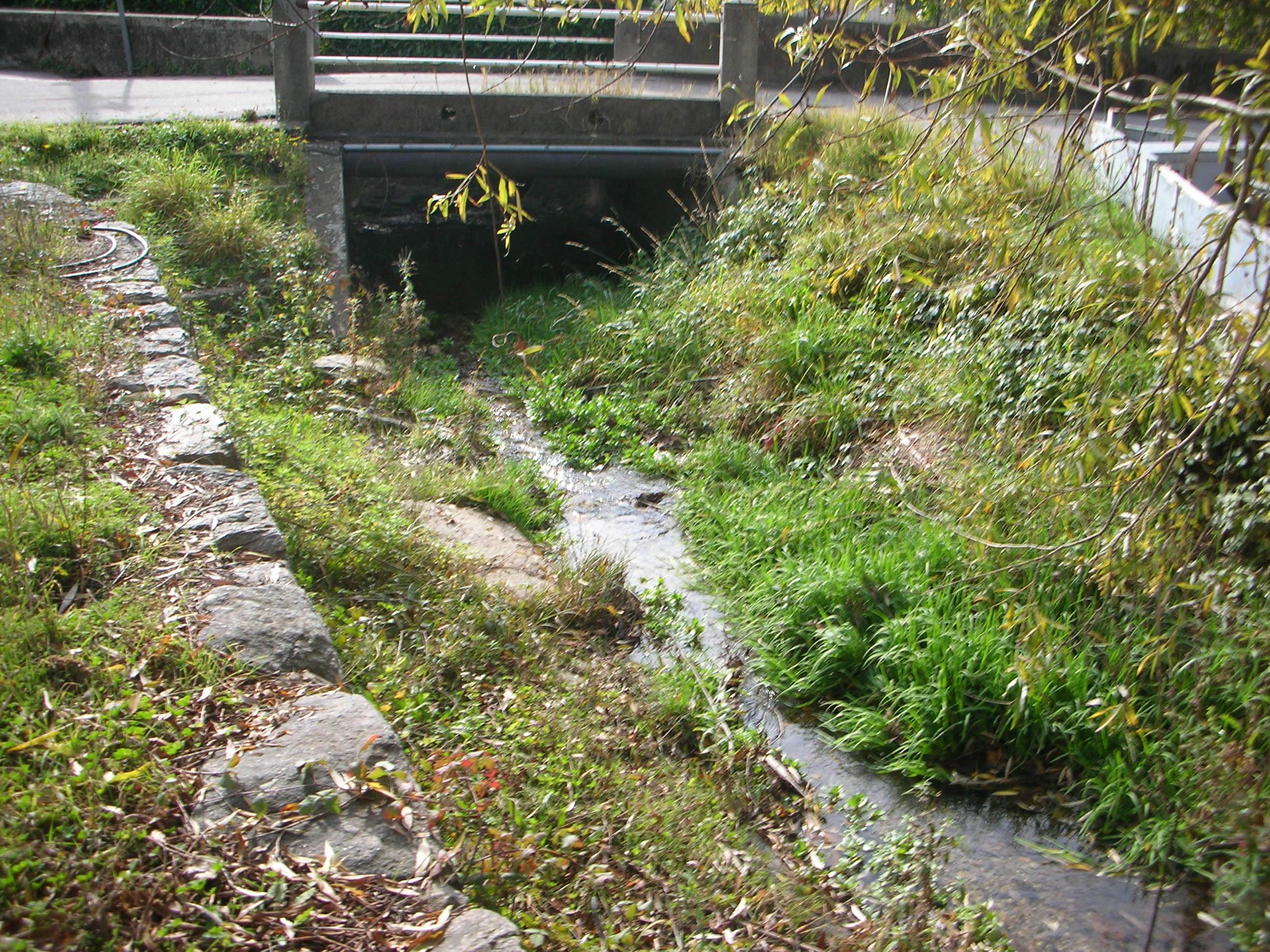
Il fiume Olona ancora ruscello alla Rasa di Varese

Nel centro di Rasa l'edificio più importante è la Chiesa Parrocchiale di Santa Maria degli Angeli che conserva l'affresco della Madonna col Bambino e un organo moderno del 1931, opera di Giorgio Maroni, inoltre possiede un piccolo cimitero, situato sulla strada per Varese, poco prima dell'ingresso in paese.
Gli altri luoghi d'interesse sono situati a nord del centro abitato, quasi al confine con il comune di Brinzio:
- Villaggio Scuola Sandro Cagnola

La principale sorgente dell'Olona è situata ai piedi della cava ed andava ad alimentare un'ampia zona paludosa; nel 1902 l'area è acquistata dall'imprenditore edile Albino Cagnola che realizza i drenaggi per l'acqua, consentendo di raccogliere le acque della sorgente nel pozzo da cui ora partono, edifica la villa padronale e cura l'allestimento del parco circostante. Successivamente, Albino cede tutta la proprietà dell'area al fratello, il medico (otorino) Amedeo Cagnola. Conseguentemente alla prematura morte di Sandro Cagnola, figlio di Amedeo, la villa ed il relativo parco (16 ettari) vennero donati nel 1938 al comune di Milano, affinché l'intero complesso fosse destinato a un luogo di riposo per i mutilati; in seguito divenne villaggio per l'educazione dei ragazzi, per poi essere chiuso definitivamente nel 1964 e cadere in rovina. Il Parco Regionale Campo dei Fiori ha avviato attorno al 2009 la ristrutturazione del complesso (edifici e parco), con l'obiettivo di trasformarlo in un centro polifunzionale di educazione ambientale. In esso è stata installata la sede del corpo delle Guardie Ecologiche Volontarie del Parco e oggi vi sorge anche un parco avventura. Altro usufruttario del complesso è il Consorzio dei Castanicoltori di Brinzio, Orino e Castello Cabiaglio, che ivi ha la propria sede.
- Fornace della Riana

Sorge a pochi metri dal complesso di Villa Cagnola, ed è un'antica fornace da calce, al 2013 in rovina.
- Passo della Mottarossa

Situato a 565 metri sul livello del mare, è il punto più alto raggiunto dalla strada provinciale n°62, che collega Varese con la Valcuvia.
- La Necropoli Romana, di epoca precristiana, sita a nord dell'abitato, nel cosiddetto prato della Riana. La stessa denominazione della Riana potrebbe provenire da dell'Ariana, vale a dire "della necropoli Ariana".
- La Miniera della val Galina sita nell'omonima valle, sulle pendici del Monte Chiusarella, è un sito abbandonato di estrazione della Galena (nel dialetto locale Galena = Galina), da cui il nome della valle.

## Idrografia
Il fiume Olona ha, nei pressi di Rasa, le sue sorgenti: Villaggio Cagnola (al confine con Brinzio, Monte Legnone). I suoi affluenti sono i torrenti Legnone, Sesnivi o Valle del Forno, e Des; uniche acque che non confluiscono nell'Olona sono quelle del torrente Buragona e del suo affluente Galina, che sfocia nel laghetto di Brinzio.